# Česlav Vaňura
Česlav Vaňura, auch Waniura, Wanjura, Wanžura (* 28. Dezember 1694 in Miletín, Königgrätzer Kreis; † 7. Januar 1736 in Prag) war ein böhmischer Komponist des Barock und ein Priester der Minoriten. Er wurde auf den Namen Jan getauft, den Namen Česlav (lateinisch Ceslaus) nahm er erst nach seinem Eintritt in den Minoritenorden an.

## Leben und Wirken

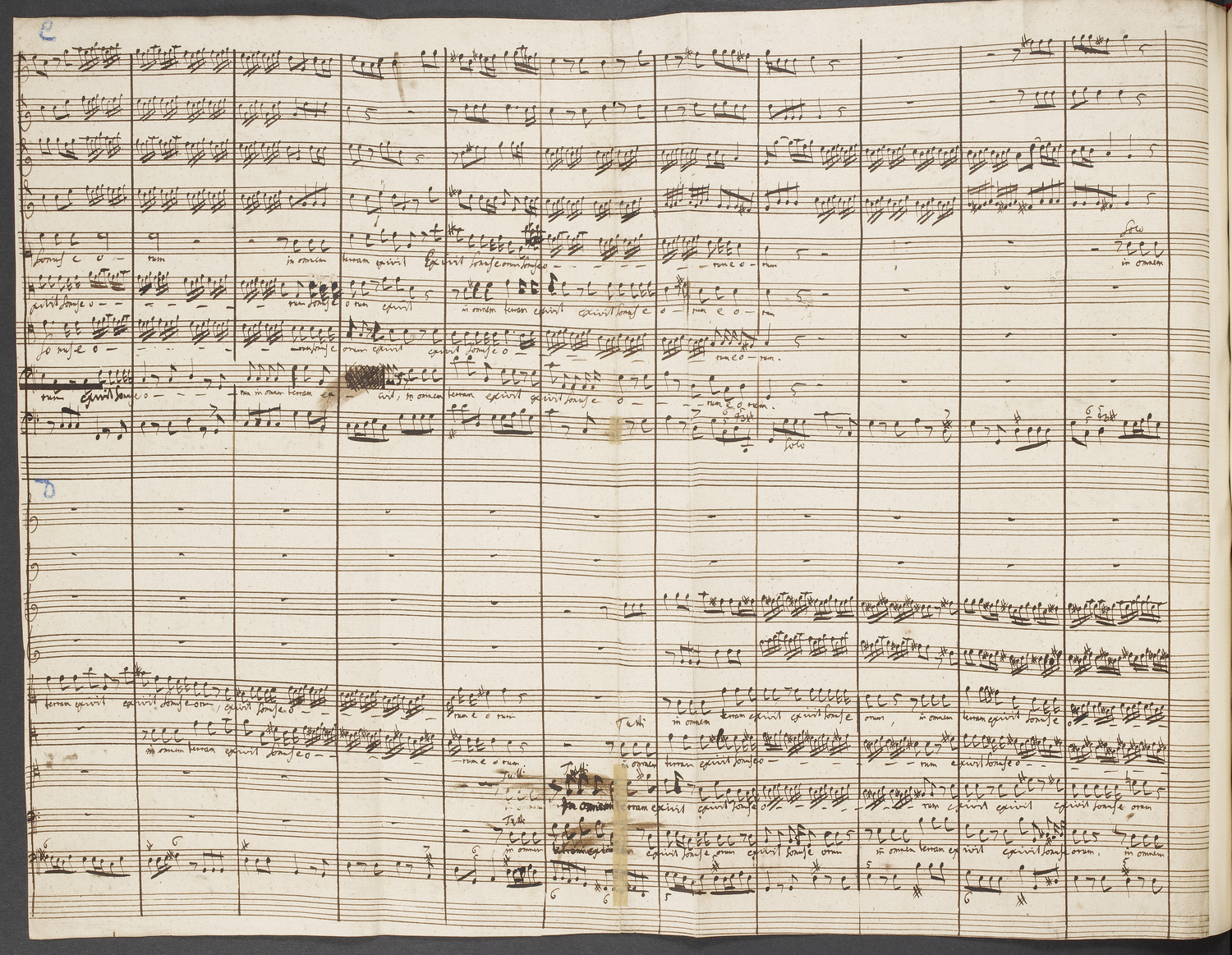
In omnem terram – möglicherweise Handschrift des Komponisten.

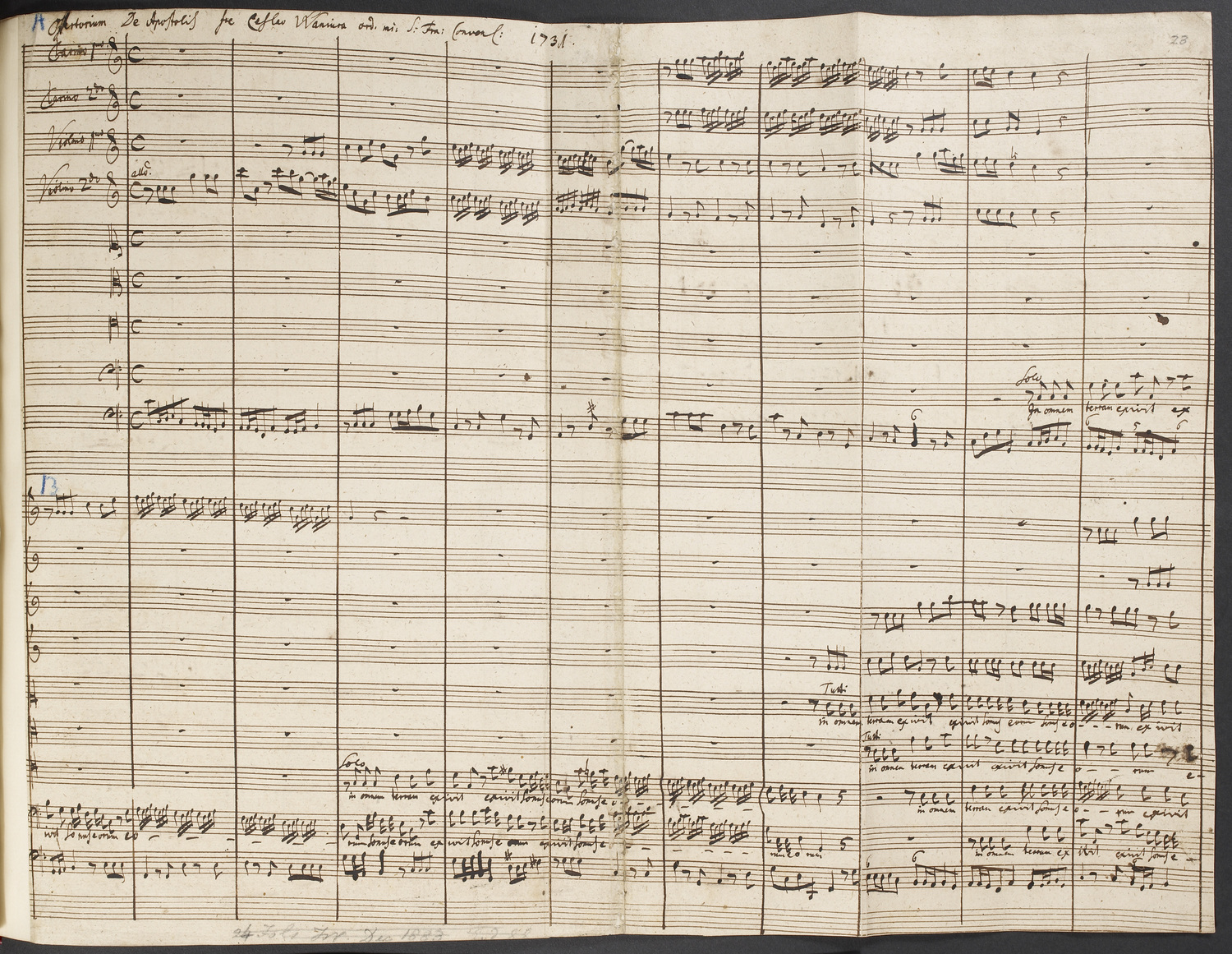
In omnem terram – möglicherweise Handschrift des Komponisten.

Über sein Leben ist wenig bekannt, auch über seine schulische und musikalische Ausbildung ist nichts überliefert. Man weiß nur, dass er, wie sein Zeitgenosse Bohuslav Matěj Černohorský, dem Minoritenorden angehörte. Als Mitglied dieses Ordens wurde er im Jahr 1734 zum Organisten an der Basilika St. Jakob in der Prager Altstadt ernannt. Im Jahr 1731 veröffentlichte er sein Opus 1, die Litaniae Lauretanae, und 1736 brachte er seine 12 Offertori (op. 2) heraus, auf deren Titelblatt er als Regens chori bezeichnet wird. Im Jahr 1735 erhielt er den Titel eines magister musicae. Er lebte zur gleichen Zeit im Minoritenkloster wie sein älterer Ordensbruder Černohorský. Ob er dessen direkter Schüler war oder ob Černohorský nur sein musikalisches Vorbild war, ist unklar.
Česlav Vaňura widmete sich ausschließlich der geistlichen Vokalmusik. Stilistisch sind seine Werke mit denen von Bohuslav Matěj Černohorský und Šimon Brixi verwandt, insbesondere die 12 Offertorien Cultus latriae, die in einem typisch spätbarocken Stil komponiert sind. Sie verbinden konzertante Elemente mit einer kontrapunktischen Struktur und sind in zwei, drei oder mehr Teile gegliedert, wobei der Hauptteil gelegentlich die Form einer kunstvollen Fuge annimmt. Im Vorwort zu Cultus latriae charakterisiert Česlav Vaňura seine Komposition mit den Worten: „Construxi illud methodo brevi secundum stylum ut nost[r]i hoc saeculo frequentiorem & acceptiorem.“ (Sinngemäß: „Ich habe es in kurzer Form entsprechend dem Stil aufgebaut, von dem wir wissen, dass er in diesem Jahrhundert häufiger und akzeptabler ist.“) Die Fuge Laudetur sanctissima Trinitas aus Nr. 11 ist von Černohorskýs berühmtem Laudetur Jesus Christus inspiriert. In seinen Litaniae Lauretanae (op. 1) beschränkt er sich im Wesentlichen auf Homophonie und harmonische Begleitung, während er im Cultus Latriae (op. 2) eine breite Palette an Ausdrucksmitteln verwendet. In der Melodik dominieren diatonische, klar konturierte Linien, während gelegentliche virtuose Passagen und rhythmisch entwickelte Motive von Vaňuras vielseitigen Einfallsreichtum zeugen. Zu seinen ausdrucksstärksten Werken gehört das klangmalerische Offertorium Terra tremuit (Nr. 5 aus Cultus latriae). Gelegentlich strebt er eine bildhafte Interpretation des Textes an, und seine Orchestrierung zeichnet sich durch eine abwechslungsreiche Besetzung mit einem Schwerpunkt auf den Blechbläsern aus.

## Werke
Auswahl seiner Werke:
- 7 brevissimae et solennes Litaniae Lauretanae – für SATB, zwei Violinen, 2–4 Trompeten, Pauken und Orgel, op. 1 (Prag, 1731)
- Cultus latriae seu 12 offertoria solennia – für SATB, zwei Violinen, Viola, 2–4 Trompeten, Pauken und Orgel, op. 2 (Prag, 1736)
- Laetentur coeli – für SATB, 4 Trompeten, 2 Violinen, Viola, Kontrabass, Pauken und Orgel
- Domine in auxilium meum respice – Offertorium für SATB, 2 Violinen und Orgel
- In omnem terram exivit sonus eorum – Offertorium für Solo, SATB, 2 Trompeten, 2 Violinen und Orgel
- Litaniae del santo nome di Giesù – für Solo, SATB, 2 Trompeten, 2 Violinen, Viola und Orgel (1731)
- Offertorium pro Dominica XVI. post Pentecostem: Domine in auxilium meum respice